# Будинок Нестерова
Будинок Нестерова (м. Донецьк, вул. Потийська 57) — одна з найстарійших будівель Донецька. Збудована в 1889 році. Географічні координати: 47°57′58.91″ пн. ш. 37°48′37.55″ сх. д. / 47.9663639° пн. ш. 37.8104306° сх. д..

## Опис
Будинок знаходиться в Ленінському районі Донецька і являє собою двоповерхову будівлю з примикаючою до нього вежею. Верхівка вежі обрамлена зубцями. У вежу піднімаються круті закриті дерев'яні сходи. На кожному поверсі, де проходять сходи є невеликі оглядові віконця. З другого поверху по цих сходах можна потрапити нагорище. Спочатку по цим сходам також можна було потрапити в нижні яруси будинку. На другий поверх ведуть кам'яні сходи.
Стіни будинку завтовшки 70 сантиметрів складаються з вапнякової цегли. Стелі висотою 3 метри.
В декорі будинку також використовувалася плитка, виготовлена на підприємстві харківського підприємця Едуарда Едуардовича Бергенгейма.
Підвальні приміщення були засипані після революції. Це порушило вентиляцію будинку.

Одна із веж була зруйнована. Приблизно вона була схожа зовнішнім виглядом на церкову святого Георгія в Лондоні.

Будинок Нестерова
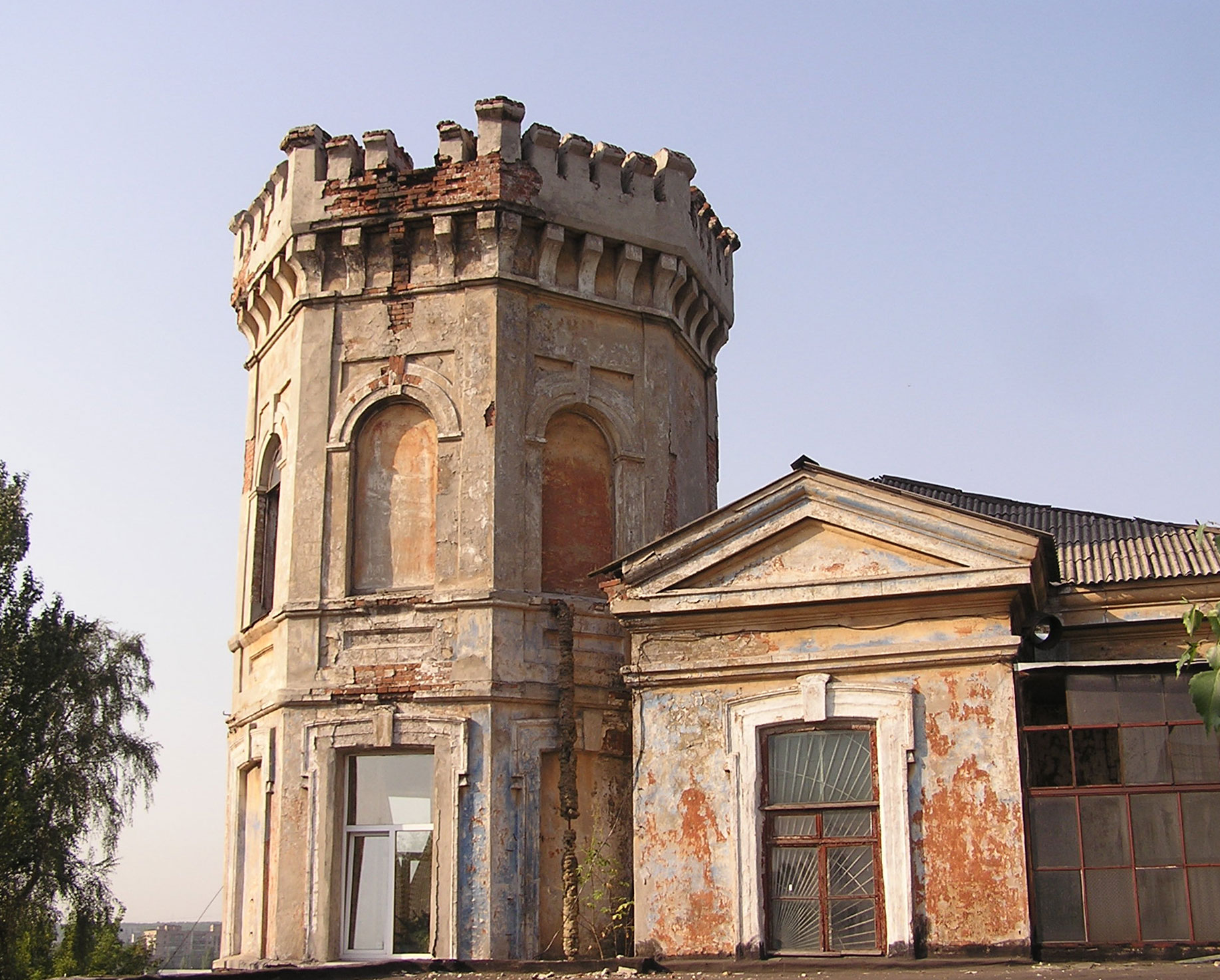
Будинок Нестерова, фото 2006 року
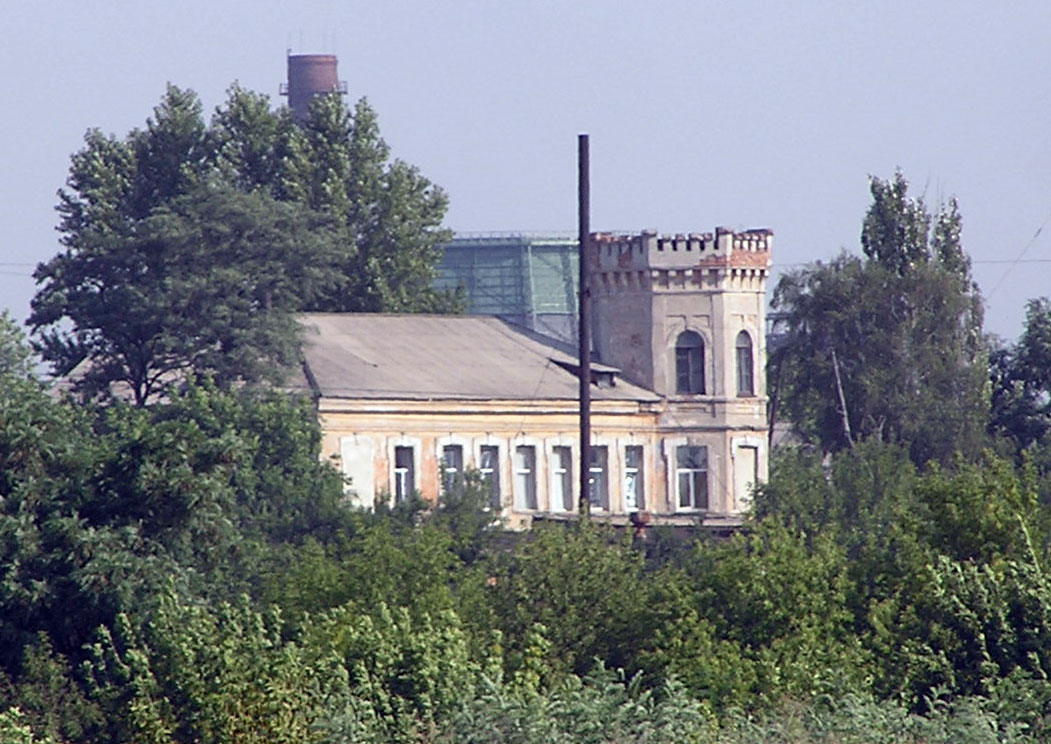
Будинок Нестерова, фото 2006 року
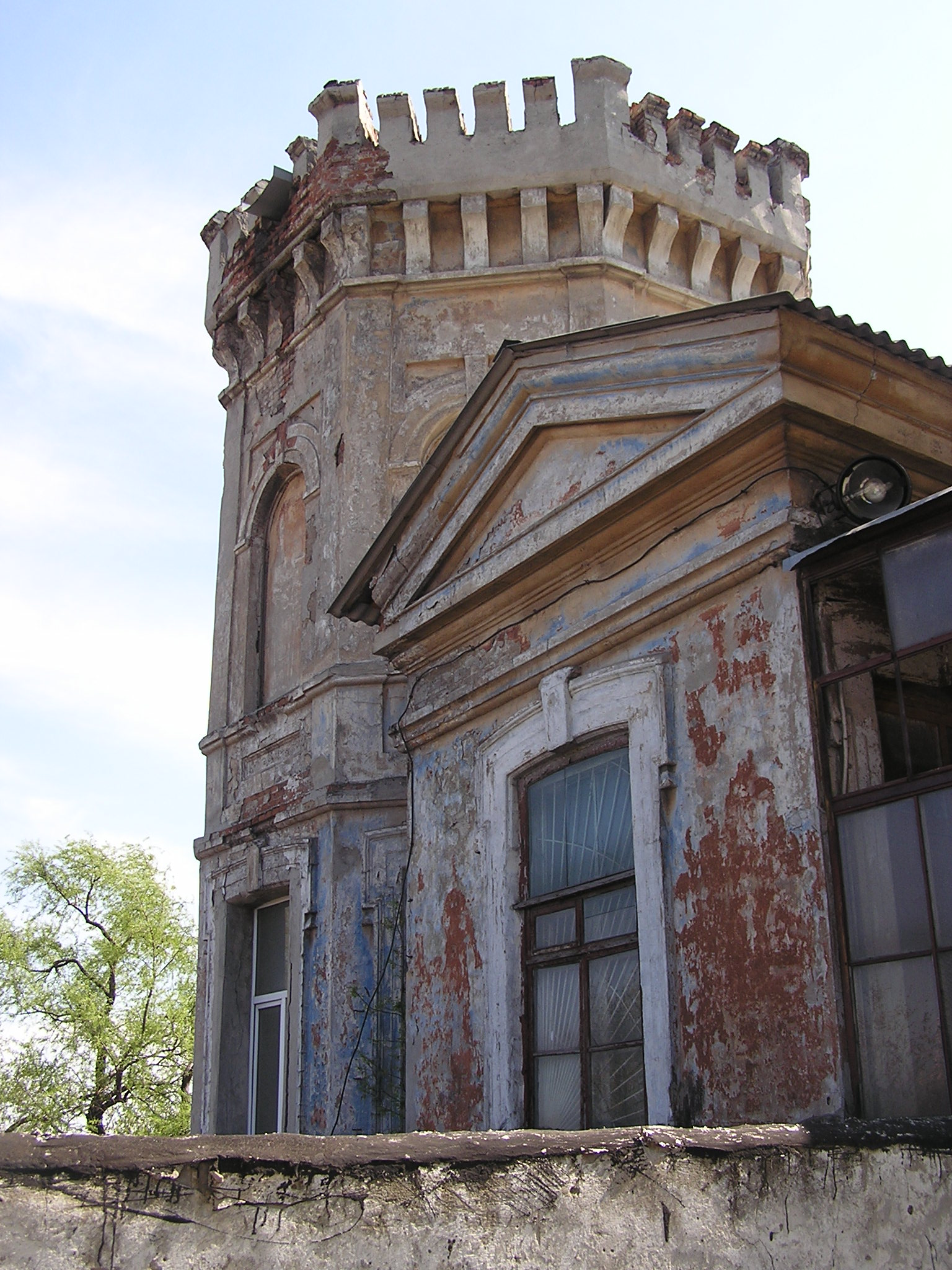
Будинок Нестерова, фото 2008 року
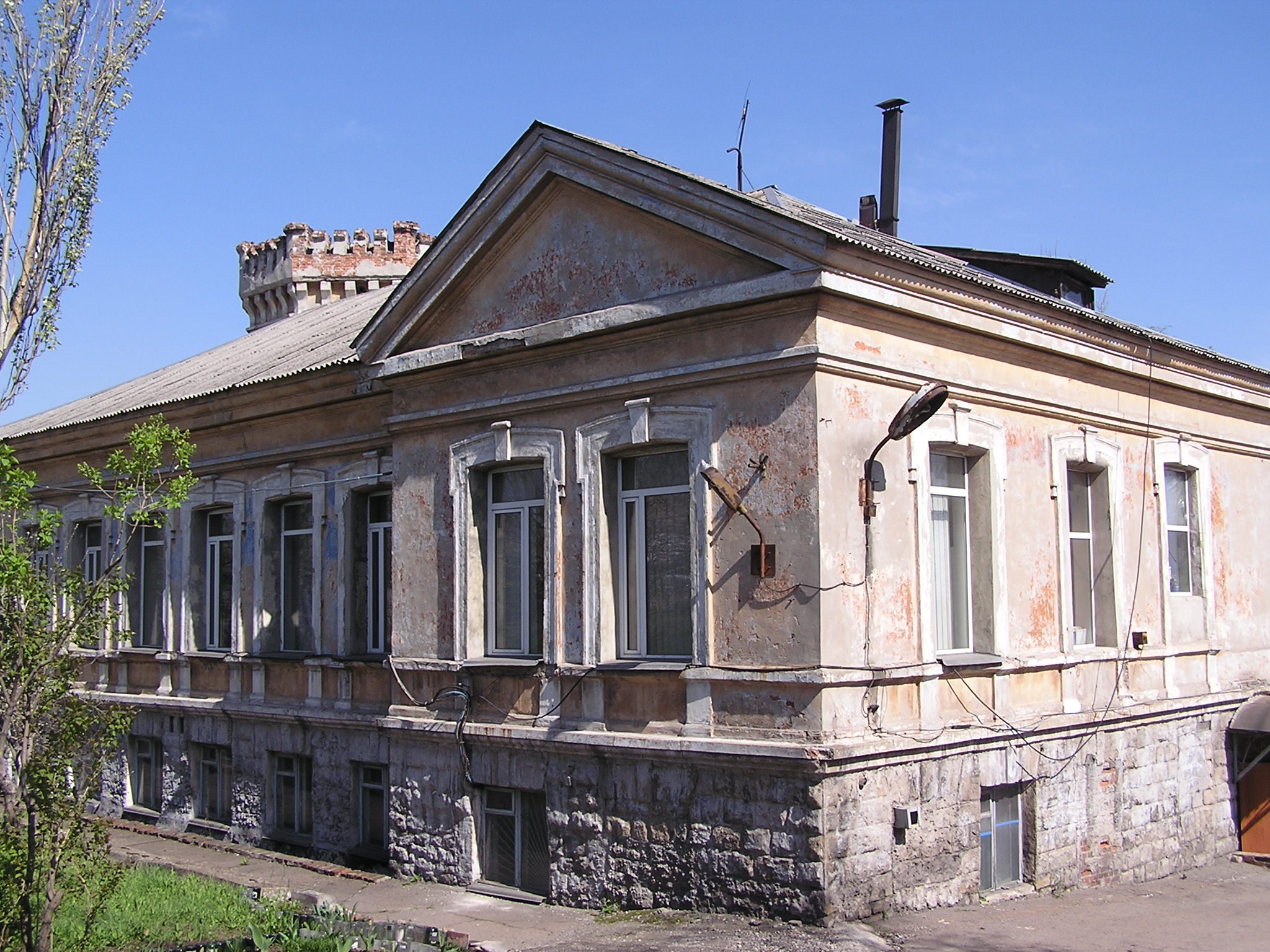
Будинок Нестерова, фото 2008 року
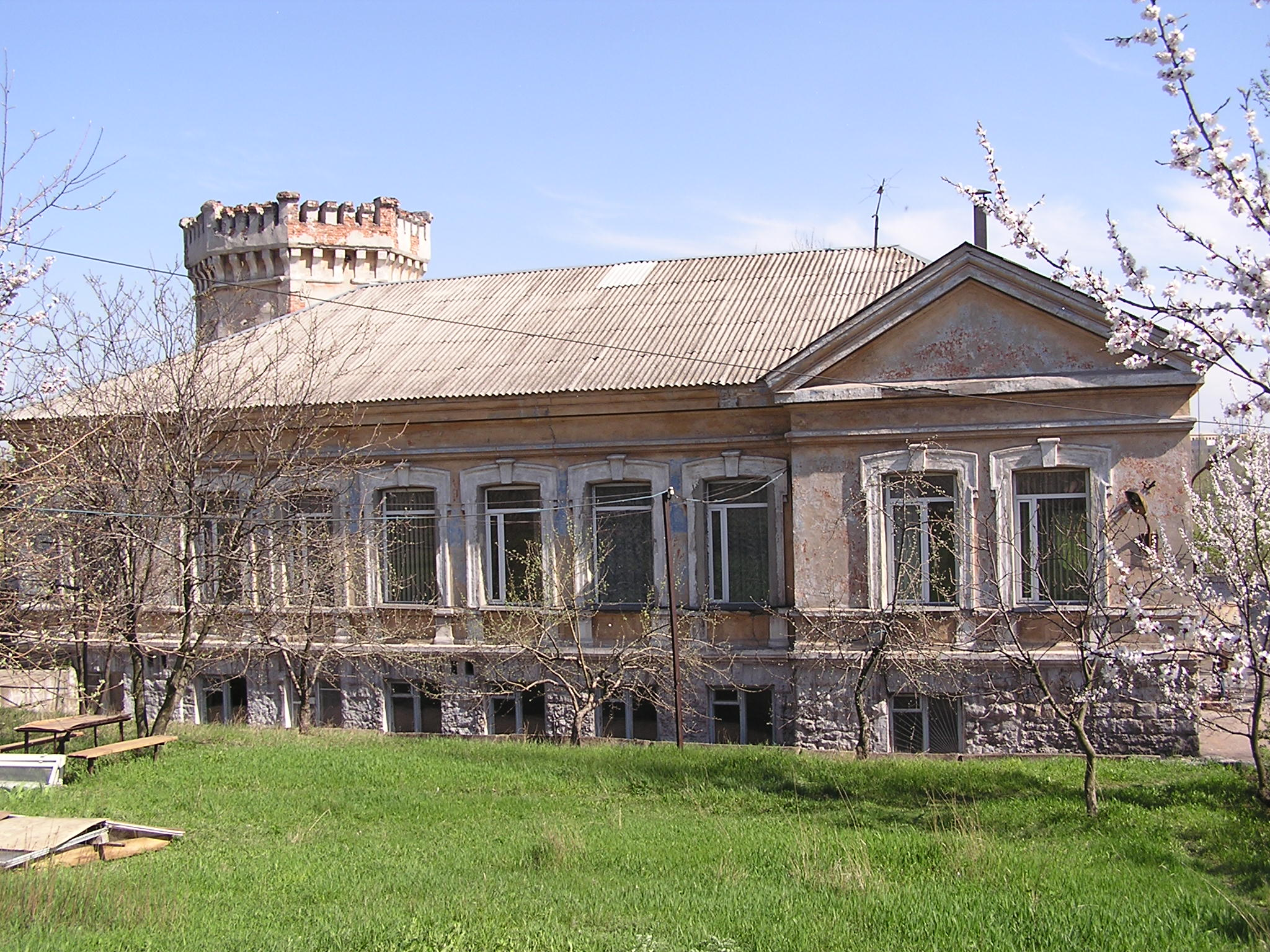
Будинок Нестерова, фото 2008 року
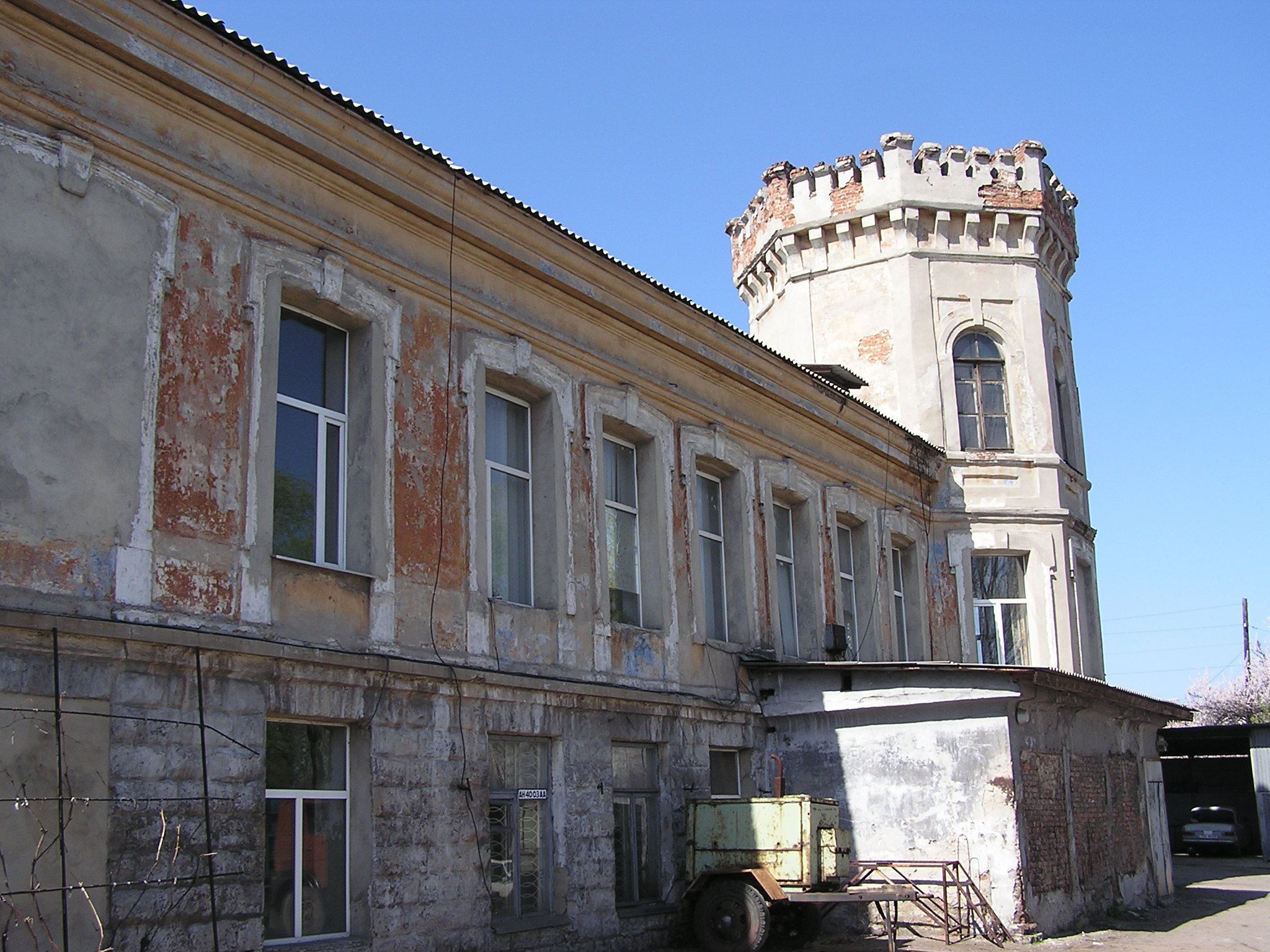
Будинок Нестерова, фото 2008 року

В радянські часи в особняку знаходився витверезник і спецприймальня. На другому поверсі були обладнані камери з подвійними ґратами. Наразі там знаходиться обласна дирекція СМЭУ «Ресурс-світлофор». Стайні, які були при садибі використаються як житлові будинки приватного сектора.